# Paul Holt
Paul Erik Holt (4. maj 1900 i København – 16. november 1980) var en dansk politiker for Dansk Samling og rektor for Århus Seminarium 1949-68.
Holt var søn af sognepræst ved Nazaret Kirke Christen Holt (1866-1933) og Sophie Christine Lind (1867-1941) og bror til sprogforskeren Jens Adolf Holt (1904-73). Hjemmet var præget af Indre Mission – Paul Holts farfar, indremissionær Jens Hansen Holt (1843-1926), var blevet vakt i 1868 – og Pault Holt bevarede hele livet en nær forbindelse til bevægelsen. I 1926 blev han 29. juni gift med Inger Marie Darum (19. november 1904, Skive – 19. december 1997).
Han tog studentereksamen fra Østersøgades Gymnasium i 1918 og blev cand.mag. fra Københavns Universitet i 1925.
I sin studietid underviste han på Østersøgades Gymnasium og ansattes som adjunkt i 1926, han blev lektor i 1939. I 1949 udnævntes Holt til forstander (fra 1959 rektor) for Århus Seminarium. Da han trak sig tilbage fra rektorstillingen i 1968 fortsatte han som lærer på seminariet frem til sin pensionering i 1970.
Som rektor var han engageret i organisatorisk arbejde vedrørende læreruddannelsen. Han blev således medlem af bestyrelsen for Privatseminarieforeningen i 1950 og var formand 1955-63, og var tillige formand for Dansk Seminarieforening 1956-64. 1956-64 sad han også i lærerorganisationerens samarbejdsudvalg. Det af Undervisningsministeriet nedsatte seminarieråd sad han i 1954-55 og 1958-66 og ligeledes i ministeriets lærerbehovsudvalg 1957, lærerhøjskoleudvalget 1958 og udvalget af 1960 om læreruddannelsen.
Det blev også til en række lærebøger:
- Aarstalsliste til Brug for Undervisningen i Historie, 1927
- Den nyeste Tids Verdenshistorie, I-II, 1933
- Tekster og Tal til Belysning af den nyere Tids Verdenshistorie, I-II, 1933
- Verdenshistorie, I-III, 1936-38

## Politisk engagement
I 1930'erne blev Holt engageret i Dansk Samling som følge af hans stærke nationalfølelse og kritiske syn på partistyrets muligheder for at løse 1930'ernes problemer. Han var medlem af hovedbestyrelsen 1937-58 og sad i Folketinget for Dansk Samling i 1945-47. Som folketingsmedlem var han 1946-47 formand for sin gruppe og medlem af den parlamentariske kommission 1945-47.
Under besættelsen førte hans politiske engagement til, at han i 1943 var interneret fra 29. august til 8. oktober, og i juni 1944 blev han fængslet af Gestapo. Han sad i koncentrationslejrene Neuengamme og Neu-Versen, før han som følge af Folke Bernadottes arbejde blev ført til Sverige. Efter besættelsen var han aktiv i Landsforeningen af Besættelsestidens politiske fanger og Kammeraternes Hjælpefond.

## Kirkeligt engagement
Holts tilknytning til Indre Mission gav sig udslag i en række bestyrelsesposter:
- Københavns Indre Mission 1935-49
- KFUM's Centralforening 1935-49
- Kristeligt Dagblad 1944-72
- Kirkeligt Forbund 1950-75
- Kristelig Lærerforening 1952-60
- Evangelisk Pædagogisk Samvirke 1959-68

Desuden var han medlem af Indre Missions råd 1935-49 og formand for Århus Kristelige Studenterforbund, en del af Danmarks Kristelige Studenterforbund, 1949-52. Hans engagement havde også en international side som medlem af Kirkernes Verdensråds første forsamling 1947-48, Faith and Orders verdenskonference 1952 og Det Lutherske Verdensforbund 1963. Han var medlem af repræsentantskabet for Det Økumeniske Fællesråd.
Det blev også til to bøger om Indre Missions historie: Nød dem – Kbh.s Forening for indre Mission 1865–1940, 1940, og Kirkelig forening for Indre Mission i Danmark i 100 år, 1961-77. Også bogen Kristendom og Kultur fra 1955 knytter sig til Holts kirkelige interesse.
Han var Ridder af Dannebrog.